# Distretto di Žargalant (Hovd)
Il distretto di Žargalant  è uno dei diciassette distretti (sum) in cui è suddivisa la provincia di Hovd, in Mongolia. Conta una popolazione di 29.012 abitanti (censimento 2010). 